# Michael McIntyre
Michael Hazen James McIntyre (Merton, 21 februari 1976) is een Engels stand-upkomiek, geboren als zoon van een Canadese vader en een Hongaarse moeder. Hij won in 2009 de prijs voor beste live stand-up van de British Comedy Award, waarvoor hij een jaar eerder al eens genomineerd werd. De tweede registratie van zijn optredens op dvd genaamd Michael McIntyre: Hello Wembley werd in december 2009 de beste verkopende dvd van een live stand-up aller tijden in Groot-Brittannië.
McIntyre's stijl kenmerkt zich door een voortdurende extreme en energieke opgewektheid en zijn deftige Engelse taalgebruik.

## Werk
McIntyre's eerste dvd Live & Laughing kwam uit in november 2008 en werd in november 2009 opgevolgd door Michael McIntyre: Hello Wembley. In 2010 verscheen zijn autobiografie, getiteld Life and Laughing: My Story.
McIntyre verschijnt niet alleen in theaters, maar ook regelmatig op televisie. Hij had optredens in de live comedy-serie Live at the Apollo van BBC One in zowel 2007, 2008 als 2009, was te gast in onder meer The Graham Norton Show, Friday Night with Jonathan Ross en Top Gear, zat aan bij Have I Got News for You, 8 out of 10 Cats en Mock the Week, was jurylid in Britain's Got Talent en is presentator (plus elke aflevering de eerste van vier komieken die optreden) in zijn eigen Michael McIntyre's Comedy Roadshow.
In 2012 trad McIntyre op in zijn show 'Showtime', een gigantische productie over heel Groot-Brittannië. De show telde 71 voorstellingen en in totaal kwamen meer dan 700.000 fans kijken naar de komiek. Ook van deze show verscheen een dvd.
In 2015 volgde zijn volgende show: Happy & Glorious.
McIntyre trouwde in 2003 met echtgenote Kitty Ward, de dochter van acteur Simon Ward. Het paar heeft twee zoons, Oscar en Lucas.